# شعار أذربيجان
يمزج شعار أذربيجان (بالأذرية: Azərbaycan gerbi) بين شعارات قديمة وحديثة. الرمز الأساسي هو النار الحمراء، التي ترمز للأرض الأذرية، على شكل الله التي تمثل غالبية سكان البلاد من المسلمين. والتي تقع في وسط نجمة ثمانية الأطراف وتوجد ثمانية نقاط بين أطراف النجمة الأساسية وتمثل النجمة «الفروع الثمانية من الشعب التركي».
وتوجد وراء النجمة الألوان الثلاثة المكونة للعلم الأذربيجاني.
كحال كل دولة استقلت من الاتحاد السوفيتي ولم تكن لها شعار قبل ثورة أكتوبر، فإن الشّعار يحوي بعض الرّموز الشيوعية كساق القمح في أسفل يمين الشّعار وتمثل المنتج الزراعي الأساسي للشّعب وكانت موجودة في شعارات أقدم. والشّعار الآخر في أسفل اليسار هو أوراق البلوط ويرمز القوة والشباب.

## الرمزية
يدل تصوير شعار الدولة على هذا الدرع على أن أذربيجان دولة ذات سيادة، وانتمائها إلى الحضارة الشرقية، وشرقية الشعب. إن الظلال الزرقاء والحمراء والخضراء الدائرية داخل القلعة هي تجسيد للعلم الوطني والحداثة والإسلام والعرق التركي. النجمة الثمانية في وسط الدرع هي رمز للشمس.الشمس في فن «الحياة الأبدية الأبديّة الأبدية» في عالم الفن الشرير.
ترمز الشمس إلى اللون الأبيض، بمعنى «الهدوء والسلام والسلام».يرمز وصف اللهب في وسط الشمس إلى أذربيجان.بشكل عام، يعتبر اللهب علامة على التقدم والتطور في الجرب. وكذلك التقليد الوطني لعبادة الغرف في الأذربيجانيين القدماء، قد تمت في هذا الرمز.

## التاريخ
أعلنت حكومة جمهورية أذربيجان الديمقراطية الشعبية عن مسابقة على شعار الدولة لأذربيجان في 30 يناير 1920 وقررت أن اعتماده في 28 مايو. ولكن نتيجة لانهيار جمهورية أذربيجان الديمقراطية في 28 أبريل 1920، لم يقبل شعار النبالة. تبنى مجلس السوفيات الأعلى لجمهورية أذربيجان القانون الدستوري على شعار الدولة في 19 يناير 1993.

شعار نبالة جمهورية أذربيجان الديمقراطية 1920.
شعار أذربيجان الاشتراكية السوفيتية

## النظام الأساسي للدولة شعار جمهورية أذربيجان
ويرد وصف مفصل لشعار الدولة لجمهورية أذربيجان:
- بناء برلمان جمهورية أذربيجان، وقاعة الاجتماعات ومكتب رئيس البرلمان؛
- الإقامة ومكتب مجلس الوزراء لرئيس جمهورية أذربيجان؛
- مكاتب المحاكم في جميع محاكم جمهورية أذربيجان، والمحاكم العسكرية، وقاعات المحاكم، ومحاكم المحكمة الدستورية، والمحكمة العليا والمحكمة العليا للتحكيم في جمهورية أذربيجان؛
- المباني وقاعات الاجتماعات للهيئات التمثيلية المحلية؛
- إلى مباني الهيئات الحكومية في الحالات التي ينص عليها تشريع جمهورية أذربيجان؛
- إلى مباني المكاتب الدبلوماسية والتجارية والمكاتب القنصلية لجمهورية أذربيجان.[3]